# West Valley City
West Valley City es una ciudad del condado de Salt Lake y un suburbio de Salt Lake City, en el estado de Utah, Estados Unidos. Posee una población de 129 480 habitantes. (censo del año 2010), lo que la convierte en la segunda ciudad más grande de Utah. Antes de ser elevada al rango de ciudad, era identificada como las comunidades de Hunter, Granger, Chesterfield, y Redwood. Es el sitio de residencia del Maverik Center y los Utah Grizzlies de la ECHL, así como del Utah Blaze del Nuevo AFL.

## Ciudades Hermanas
- Boca del Río (Veracruz), México
- Tapachula, México[2]